# Прока Јовкић
Прока Јовкић (Лалић, 27. август 1886 — Ниш, 27. април 1915) био је познати српски песник, новинар и војник — учесник ратова у Србији с почетка 20. века. Познат је и по надимку Нестор Жучни.
Једно време живео је и писао песме у Сједињеним Америчким Државама (1903. до 1911. године), а у Србији од 1911. године до његове преране смрти од пегавог тифуса током епидемије пегавог тифуса у Србији у Војној болници у Нишу 1915. године.

## Живот и каријера
Рођен је 27. августа 1886. године у једној од провинција Аустроугарске царевине, у бачком селу Лалићу код Оџака, где је провео детињство у сиротињској чатрљи. У четвртој години остао је без мајке.

### Школовање и шегртовање
Након што се отац поново оженио прихватио га је деда Јован у покушају да га изведе на пут и учи га из ретких књига које је могао да набави (буквара и неколико црквених књига). Потом га деда уписује у основну школу, али Проку као сиромаха одатле избацују, уз образложење да сиромасима не треба школа за живот.
Након што је избачен из школе покушао је да заврши занат у Сентомашу, данас Србобрану. Међутим, због тога што се бунио због израбљивања од стране мајстора, као деветогодишњи шегрт издржао је код мајстора кројача свега неколико месеци, јер га је мајстор незадовољан његовим понашањем избацио.

Годинама потом, потуцао се од мајстора до мајстора, од горег до најгорег.
Чак је у једном тренутку пао у очајање, решио да такав живот више нема смисла и ред је да се макар гласно оконча. Негде је украо револвер, али је рука задрхтала, па је завршио с лаким повредама. Током опоравка, од дугог времена, синуло му је да мора под хитно да негде бежи. Што даље, где ће да учи и да ради, али где може слободно и да мисли. А то у монархији не бива.

### Одлазак у Америку
Како је запао у психичку кризу, а у Аустроугарској није нашао своје место под сунцем, одлучио се да крене у Америку као обећану земљу у то време. За трошкове пута обратио се деди, и некако заједно сакупили су новац за карту али у једном правцу.

С јесени 1904. године Прока Јовкић се чим га је комисија на острву Елис пустила на железничку станицу допутовао у унутрашњост Америке, и убрзо схватити да у капиталистичкој Америци не теку мед и млеко. Бар не за оне као што је био Прока Јовкић. У Питсбургу радио је у ондашњој челичани, свега неколико месеци, па онда је кренуо на нови посао, у други град. Из места у место, из фабрике у фабрику. 
А он, преко дана ради, а ноћу чита. Није му дуго требало да се ухвати с нашим људима. Тада је први пут и прочитао књигу српске историје и загрејао се као никад до тада. Бурна и крвава прошлост, па још дружење с Херцеговцима и Црногорцима, који су ту прошлост и даље живели, занели су Проку на пут националне револуције.
Пише своје прве радове и објављује у новинама песму о Ловћену потписану са „Србин Слободановић”. Следује јој цео циклус, углавном на ратне, осветничке тематике, што прија ушима горштака на раду у челичанама и угљенокопоима, па постаје цењен песник међу исељеницима.
Године 1906. одлази у Чикаго, где је већ била велика српска заједница и организација „Јединство”. У српској цркви у Чикагу којом је управљао архимандрит Дабовић, Проки је понуђено да остане у манастиру. Он, то прихвата и постаје искушеник. Међутим, током искушеничког стажа чита чудне књиге. Бакуњина, Маркса и сродних писаца, али и Дарвина. И Прока долази до закључка да је он рођен за револуцију а не за мантију.
Када је 1907. године донео написану збирку песама друштву „Србобран”, у нади да ће је објавити, бива одбијен од богослова, који су били у управи друштва. Разочаран и у гневу пали сопствене рукописе, од несуђеног калуђера и родољуба бежи право у социјалисте.
Разочаран боравком у Чикагу враћа се у Питсбург, и учи за типографа, са намером да једног дана и сам оснује штампарију и у њој објављује књиге по сопственој вољи.
Из Питсбурга потом одлази у Окланд, у Калифорнију. Тамо је упознао В. Радојевића, власника и уредника „Српске независности”, који га је примио као главног сарадника и дао му одрешене руке. У Окланду пише за новине, а пише и песме, које  не показује, све до маја 1908. године, кад из штампарије излази његова „Књига песама”, потписана по први пут именом Нестор Жучни.

### Повратак у Србију
Након што је прочитао Јовкићеве песме, које су доспеле из Америке у Србију, Скерлић је био одушевљен.
Објавио је изузетно похвалне критике, хвалио књижицу где год је стигао, и рекао да се готово ништа значајније и борбеније није појавило у српској књижевности. Остатак критичара му се придружује.
Након преписке са професором Скерлићем враћа се у Србију уз помоћ српске владе која му је плати пут, и у Београд стиже 11. августа 1911. године, и затиче земљу и заостало друштво у коме је много важније кога знаш, него шта знаш.
Прока Јовкић, је после евакуације из Београда за Ниш, активно је радио на литерарним пословима и у ратној престоници Србије Нишу писао а потом и објављивао песме у њујоршкој „Отаџбини”, нишким издањима часописа „Дело” и другим листовима.
У Нишу, препуном војске и избеглица, Јовкић размишља да напише огроман филозофски спев „Трагедија”, чијим безбројним стиховима би указао на сав ужас раскола моћи и свести у човеку и затражио постојање светског суда са мерилима апсолутне правде. Међутим зла судбина му то није дозволила, подлегао је тешком облику пегавог тифуса у Војној болници Ниш, у том периоду највећој ратној епидемиолошкој болници у Србији. Сахрањен је на Старом нишком гробљу.

## Дело
Први српско-амерички песник Прока Јовкић, познат под пседонимом Нестор Жучни, живио је у Сан Франциску и Оакланду почетком 20 века од 1903. до 1911. године. Епитет „песник-бакља” наглашава карактер његове поезије. На његово књижевно стваралаштво значајно су утицали бројни догађаји пре свега ратни на прелазу из 19. у 20. век.
Овај књижевни боем прво је зарађивао као типограф, а затим као уредник дневне српске независности у Сан Франциску. Створитељ новог сензибилизма у патриотској поезији, његове песме о егзилу и националној борби били су „ватрене”.
У песми „Крваво умирање”, коју је Јовкић написаној марта, 1915. године, опседнут првим знацима болести, наговешстава своју блиску смрт, стиховима:
Нигде ни листа да се сакријем, 
Нигде крова, нигде дрвета, нигде брата ни пријатеља; 
Ја ево сам а дошло време крвавог умирања. 
Ко хоће и тражи душу моју? 

Ко хоће да ме уништи? pp. 167
Последња песма пред смрт
Последњи стихови песника Јовкић, које је када је умро 27. априла 1915. од тифуса у Војној болници, крај његовог узглавља пронашао млади доктор Милош Ђорић, гласе:
„Зашто ме мучи мисао злослутна? 
Ко давни дани прође моја срећа. 

Збогом заувек жељо апсолутна...“
Постхумна издања

Нишке Радничке новине, одмах после страдања Проке Јовкића (априла 1915), објавиле су једну од његових последњих песама, у којој резигнирано, неуобичајено широко, општечовечански и космополитски сагледава сав бесмисао покоља у Првом светском рату и људско братство у патњи и смрти:
Збогом, пала браћо, изгинули, мртви, 
Синови свих људи, народа и раса: 
Сви ви што сте бочно издахли на жртви не занјући разлог, не пустивши гласа, 
На кланици страшној где се мржње бију, 
И паклени поздрави противнику носе, 
У сечи крвавој где злом срца врију и гвожђем и крвљу сатиру и косе, 
Тамо где је била кобна судба ваша: 

Збогом браћо наша!
Постхумно објављена је у часопису „Дело” и Јовкићева песма „Ноћ” — прожета хуманим осећањима, љубављу за друге и трагањем за правдом, истиноми савршенством.